# Лозинський Василь Михайлович
Василь Лозинський (нар. 07 червня 1982, Львів) — український поет, есеїст, перекладач, куратор та митець, редактор інтернет-часопису prostory, член кураторського об'єднання Худрада.
За освітою германіст (Львівський національний університет ім. І. Франка, Берлінський університет ім. Ф. Гумбольда), перекладач та літературознавець. Мешкає у Києві.

## Творчість
Автор збірок поезій «Інша країна» (Київ: Лоція, 2016), «Свято після дебошу» (2010), яка була відзначена премією на конкурсі видавництва «Смолоскип», згодом видана в серії арт-зінів в Indy Publishing House NIICE (Київ, 2014)
Вірші були опубліковані в 10 TAL, manuskripte, OSTRAGEHEGE, Lichtungen,  helikopter, Воздух, Trafika Europe, punctum, Wyspa, Hawai'i Review та prostory, КРИТИКА, ШО, Четвер, KORYDOR, Znak, Листок в Україні. А також в антологіях «Знак»  (Київ, 2013), «Схід-Захід» (Бидґощ, 2014), Grand Tour. Junge Lyrik aus Europa (Мюнхен, 2019), New York Elegies (Нью Йорк, 2019).
Поезія перекладена німецькою, польською, англійською, російською, шведською, італійською, латишською, турецькою та грецькою мовами.
У німецькому видавництві hochroth з'явилася друком двомовна збірка вибраних віршів під назвою «Das Fest nach dem Untergang» (2016). В США в серії поетичних збірок Hawai'i Review Chapbook Series з'явилася друком збірка «The Maidan After Hours» (2017). У Польщі — у видавництві PIW «Święto po awanturze» (2019) в перекладі Богдана Задури.

## Збірки поезій
- «Інша країна» (Київ: Лоція, 2016)
- «Свято після дебошу» (Київ: Indy Publishing House NIICE, 2014)

## Есе та статті
- Поетична рефлексія у час війни та миру. (теорія Маршала Маклюена в українському контексті сьогодення), КРИТИКА, (Березень 2017), текст доповіді в НТШ у Нью-Йорку [Архівовано 13 лютого 2020 у Wayback Machine.];
- Глибоке дихання вадемекумів та партитур Рона Вінклера, передмова до вибраних віршів, Тернопіль (вересень 2015) [Архівовано 13 лютого 2020 у Wayback Machine.];
- Pro Domo Sua. Про українську літературу російською мовою, КРИТИКА, Київ (лютий 2014) [Архівовано 13 лютого 2020 у Wayback Machine.];
- Поезія як вона може бути в реальності. Про поезію Тадеуша Домбровського, КРИТИКА, Київ (травень 2015) [Архівовано 13 лютого 2020 у Wayback Machine.];
- Європа як супермаркет. Про інсталяцію групи Революційний Експериментальний Простір, prostory, Київ (Грудень 2012) [Архівовано 13 лютого 2020 у Wayback Machine.];
- Перетворення Кафки. КРИТИКА, №. 5-6 (червень, 2011) [Архівовано 28 серпня 2020 у Wayback Machine.];
- Німецька поезія «у суті найглибшій незрушна», prostory, (Листопад 2010) [Архівовано 13 лютого 2020 у Wayback Machine.].

## Переклади українською
З німецької:
- Фрідріх Вайдахер «Загальна  музеологія.  Посібник»  (Львів: Літопис, 2005)[6]
- Франц Кафка «Споглядання» (Київ: Основи, 2012)[7]
- Рон Вінклер «Фрагментовані водойми» (Тернопіль: Крок, 2015)[8]

З польської
- Тадеуш Домбровський «Чорний квадрат. Вибрані вірші» (Чернівці: Meridian Czernowitz, 2013, у співавторстві)[9]
- Тадеуш Домбровський «Засіб вираження» (Тернопіль: Крок, 2019, у співавторстві)[10]